# 格廷
格廷是德国石勒苏益格－荷尔斯泰因州的一个市镇。总面积5.21平方公里，总人口51人，其中男性27人，女性24人（2011年12月31日），人口密度10人/平方公里。